# 小行星1319
小行星1319（1319 Disa）是一颗绕太阳运转的小行星，为主小行星带小行星。该小行星于1934年3月发现。
該小行星以萼距蘭命名。

## 轨道参数
小行星1319的轨道半长轴为2.9876010 UA，离心率为0.207。